# Chemische binding
Een chemische binding is de aantrekkende kracht tussen twee of meer atomen, ionen of moleculen van een gegeven scheikundige stof.  
De aantrekkingskrachten binnen een atoom, tussen protonen, neutronen en elektronen, zijn geen chemische, maar fysische bindingen.

## Theorieën
De verschillende chemische bindingen worden theoretisch beschreven door:
- de Lewistheorie
- de valentiebindingstheorie
- de Valentieschil-elektronenpaar-repulsie-theorie of VSEPR-theorie
- de molecuulorbitaaltheorie

## Verschillende typen
De stofeigenschappen van een gegeven stof zijn een direct gevolg van het type chemische binding in die stof. De vorming van chemische bindingen wordt in de scheikunde door hybridisatie verklaard. Het is het combineren van elektronenorbitalen van de atomen die samen een chemische binding vormen.
De ionen van zouten en de atomen van een metaal stapelen zich meestal als een dichtste stapeling, bij een moleculaire stof is volgens de VSEPR-theorie een groot aantal stapelingen mogelijk.
De bindingsorde van een chemische binding is het aantal bindingen tussen twee in de binding verbonden atomen.

### Moleculaire stoffen
Bij moleculaire stoffen worden de bindingen in twee typen onderverdeeld, namelijk in intramoleculaire binding en intermoleculaire binding:

#### Intramoleculaire bindingen
Intramoleculaire bindingen zijn bindingen tussen de atomen in hetzelfde molecuul. Het type binding dat in elk molecuul voorkomt is:
- covalente binding.

De covalente binding tussen twee identieke atomen is apolair. Voorbeeld zuurstof, O2.
De covalente binding tussen niet-identieke atomen is polair. De sterkte van de polariteit hangt af van het verschil in elektronegativiteit tussen beide atomen. Voorbeeld: de O-H binding in water, H2O.
De bindingen die hieronder bij de intermoleculaire bindingen worden genoemd, spelen bij bepaalde soorten verbindingen ook binnen moleculen en belangrijke rol.

#### Intermoleculaire bindingen
Intermoleculaire bindingen houden de moleculen in de vaste toestand en in de vloeibare toestand bij elkaar:
- vanderwaalskrachten, waaronder dipool-dipoolinteracties en londonkrachten
- waterstofbruggen

Gekristalliseerde vaste moleculaire stoffen hebben een regelmatige structuur, een kristalstructuur.

### Zouten
Zouten zijn opgebouwd uit positief en negatief geladen ionen die samen een kristalstructuur vormen. De aantrekkingskracht tussen deze tegengesteld geladen deeltjes wordt ionbinding genoemd.
Zouten zoals bijvoorbeeld natriumsulfaat hebben een samengesteld ion. Binnen het samengesteld ion binden de atomen elkaar door middel van een covalente binding.
Hydraten zijn zouten met kristalwater, bijvoorbeeld het gewone koper(II)sulfaat, CuSO4 · 5 H2O. In een hydraat zijn met name de positieve ionen gehydrateerd, dat wil zeggen, omringd door watermoleculen. De aantrekking tussen de ionen en de watermoleculen wordt aangeduid als ion-dipoolkracht. Een in water opgelost zout is in ionen uit elkaar gevallen. Deze ionen zijn ook gehydrateerd, de ion-dipoolkrachten komen dus ook in zoutoplossingen in water voor.

### Metalen
De aantrekkingskracht tussen de deeltjes in metalen wordt metaalbinding genoemd. Een metaalrooster is opgebouwd uit metaalionen. Tussen die metaalionen bewegen valentie-elektronen min of meer vrij. De aantrekking tussen de metaalionen en die valentie-elektronen is sterker dan de afstoting tussen de metaalionen onderling waardoor het metaalrooster intact blijft.

## Bindingssterkte
De chemische bindingssterkte is direct gerelateerd aan de verandering van enthalpie, die optreedt bij de verbreking van een 
gegeven binding. Hoe meer warmte nodig is voor het verbreken van een binding, des te groter is de bindingssterkte. Enthalpieveranderingen zijn te vinden in tabellen die zijn ingedeeld op basis van de soort binding.
De fysische bindingssterkte (cohesie) van een gegeven stof komt tot uitdrukking in de hoeveelheid warmte die moet worden toegevoerd om de stof vanuit de vaste in de vloeibare aggregatietoestand te brengen: de zogenaamde smeltwarmte, of van de vloeibare in de gastoestand: de verdampingswarmte.
Bij een chemische reactie is de energie die voor de reactie nodig (endotherm proces) is of die erbij vrijkomt (exotherm proces) te meten. Daarmee ligt ook de bindingsenthalpie vast. De vorming van een covalente binding is een exotherm proces, er komt bij een dergelijke chemische reactie warmte vrij: de bindingsenthalpie van covalente bindingen is negatief.
Bij zouten is altijd sprake van een ionrooster, elk zoution is door verschillende andere zoutionen omringd . De roosterenthalpie is de warmte die nodig is om het ionrooster uiteen te laten vallen in vrije ionen. Een kwalitatieve indruk van de sterkte van ionbinding verkrijgt men met behulp van de formule voor de elektrostatische aantrekking van puntladingen, de wet van Coulomb:
{\displaystyle F_{C}=k\cdot {\frac {q_{1}\cdot q_{2}}{r^{2}}}}
de factoren die de sterkte van een ionbinding beïnvloeden, zijn dan:
- de afmeting van de ionen: hoe groter de ionen, des te verder de ladingscentra van elkaar verwijderd zijn en des te kleiner de aantrekkingskracht
- de grootte van de ladingen: hoe groter de ladingen, hoe sterker de binding

## Val
De val of equivalent is een gekozen eenheid, die aangeeft in welke mate een stof een chemische binding met andere stoffen kan aangaan.